# Maria Edenhofer
Maria Magdalena Edenhofer Ribbing, född Edenhofer 5 april 1911 i Wien i Österrike, död 9 september 2008 i Stockholm, var en österrikisk-svensk operasångare (sopran).
Maria Ribbing var dotter till Eduard Edenhofer. Efter privata musikstudier debuterade hon 1936 vid en internationell sångtävling i Wien och fick som pristagare en friplats vid musikakademien i Wien, där hon blev elev till Minna Singer-Burian. Hon flyttade 1939 till Sverige, studerade 1939–1941 vid operaskolan i Stockholm och kompletterade senare sin utbildning hos Adelaide von Skilondz. 1939 uppträdde hon för första gången i svensk radio, och våren 1940 debuterade hon på öppet podium vid en konsert anordnad av Fylkingen. Därefter medverkade hon flera gånger i Intim Musik som i Fylkingen och var en av svenska radions mest anlitade sångsolister, särskilt i program med wienska melodier och folkvisor från olika håll. I enstaka fall framträdde hon som solist med stor symfoniorkester, men hennes röst lämpade sig mer för intimare romanssång.
Hon var sedan 1940 gift med pianisten Stig Ribbing. Edenhofer avled 2008; hennes dödsannons publicerades i Dagens Nyheter den 17 september 2008 under namnet Maria Ribbing.